# Trilha (disco)

Figura 1 - Estruturas de disco:
(A) Trilha
(B) Setor geométrico
(C) Setor de trilha
(D) Unidade de alocação

Uma trilha (pista em Portugal) é um caminho circular na superfície de um disco ou disquete no qual a informação é magneticamente gravada e do qual a informação gravada é lida.
Uma trilha é uma divisão física de dados num disco, da forma usada no modo de endereçamento Cylinder-Head-Record (CCHHRR) de um disco CKD. O conceito é concêntrico, através dos discos magnéticos físicos, havendo um círculo de dados para cada cilindro de toda a unidade de disco. Em outras palavras, a quantidade de trilhas na superfície de uma face de disco é exatamente igual ao número de cilindros da unidade.
As trilhas são divididas em unidades de alocação (ou blocos).
O termo "trilha" é às vezes seguido da palavra "lógica" (por exemplo: "3390-9 possui 3 trilhas lógicas por trilha física") para enfatizar o fato de que é um conceito abstrato, não uma trilha no sentido físico.